# Kampf der Kobolde – Die Legende einer verbotenen Liebe
Kampf der Kobolde – Die Legende einer verbotenen Liebe (Originaltitel: The Magical Legend of the Leprechauns) ist ein zweiteiliger US-amerikanischer Fantasy-Fernsehfilm von John Henderson aus dem Jahre 1999. In Deutschland wurde er das erste Mal am 2. April 2000 bei RTL ausgestrahlt. Die Geschichte erinnert in vielerlei Hinsicht an William Shakespeares Romeo und Julia.

## Handlung
Der amerikanische Geschäftsmann Jack Woods möchte einen ruhigen Urlaub in dem kleinen, verschlafenen, irischen Städtchen Kerry verbringen und mietet sich dort ein Haus. Er ist überarbeitet und möchte die Ferien nutzen, um endlich wieder zu sich zu finden. Bei einem Spaziergang überrascht er die schöne Kathleen Fitzpatrick beim Nacktbaden im See. Kathleen ist empört und verscheucht ihn, aber Jack verliebt sich sofort in sie.
An diesem Abend bedient sich Jack an dem starken irischen Poitín, als ihm plötzlich ein Kobold erscheint. Als er wieder nüchtern ist, will er diesem Ereignis natürlich nachgehen und sucht nach dem kleinen Mann, den er auch prompt um Hilfe rufend im nahen Fluss findet. Kurz entschlossen zieht Jack den Kobold aus dem Wasser und rettet ihm damit das Leben, denn Wasser ist das einzige, das den ansonsten unsterblichen Kobolden gefährlich werden kann. Seamus Muldoon – so der Name des Geretteten – wird darauf zu Jacks neuem Freund und führt ihn in die sagenhafte Welt der Kobolde ein.
Die Feen kümmern sich um die Natur, die Kobolde hingegen treiben gerne Schabernack und streiten sich am liebsten mit den verhassten Schlossfeen. Schon seit Ewigkeiten gibt es kleine Reibereien zwischen den Völkern, aber einen Krieg darf es nie geben, so hat es die Große Banshee – Herrin über alle magischen Wesen – beschlossen.
Jack gewöhnt sich sehr schnell an die kleinen Wesen, mit denen er das Haus teilt, und lernt über sie auch Kathleen besser kennen, obwohl ihre vier Brüder sehr gegen die Beziehung sind.
Auf der Suche nach Spaß schleichen sich Muldoons Sohn Mickey und seine Freunde Sean Devine und die Brüder Jericho und Barney O’Grady verkleidet bei einem Fest der Schlossfeen ein. Mickey verliebt sich dabei in die schöne Feenprinzessin Jessica, die einzige Tochter von Feenkönig Boric und Königin Morag. Jessica erkennt, wer und was Mickey ist, doch auch sie entdeckt schnell ihre tiefen Gefühle für den Kobold. Aber es ist eine unmögliche Liebe, die von allen Seiten bedroht wird.
Als die Feen die Kobolde entdecken, wird Jessica zusammen mit ihrer Gouvernante Lady Margret in das Unterwasserschloss der Elfen gebracht. Doch Mickey, der inzwischen vor lauter Liebe fliegen kann, findet sie und flieht zusammen mit Jessica in die Sümpfe zu seinem Onkel Sir Jantee, dem Herrn der Buttergeister. Allerdings tun diese Wesen alles für Butter und verraten auch die Liebenden für diesen Preis.
Durch die Flucht von Jessica und Mickey ist die Lage zwischen Feen und Kobolden noch angespannter geworden, denn beide Parteien werfen sich vor, an der Situation schuld zu sein. Der großen Banshee missfällt dies so, dass sie die Unsterblichkeit der Feen und Elfen aussetzt. Mickeys Freund Sean wird getötet.
Auch Jack und Kathleen merken inzwischen etwas von dieser Situation, denn die Natur beginnt völlig verrücktzuspielen. Mitten im Sommer beginnt es zu schneien und sintflutartig zu regnen. Die Fürsorge der Elfen fehlt, sodass Mutter Natur langsam stirbt. Die beiden beschließen Mickey und Jessica zu helfen und begleiten sie zur großen Banshee, damit diese den Wesen ihre Unsterblichkeit zurückgibt und die Lage wieder beruhigt. Das Unternehmen schlägt aber fehl.
Der Krieg spitzt sich zu, aber auch bei Jack und Kathleen ist nicht alles in Ordnung, denn sie findet heraus, dass er für seine Firma Cerrick und das umliegende Land kaufen und in ein Ferienparadies für überarbeitete Amerikaner umwandeln soll. Jack hat diesen Plan zwar schon längst aufgegeben, aber Kathleen glaubt ihm kein Wort mehr.
Als die Lage weiter eskaliert, entschließen sich Mickey und Jessica zu einem radikalen Plan. Sie besorgen sich bei den Buttergeistern ein Gift, das sie zeitweise tötet, sowie das Gegengift. Sollten ihre Eltern nicht zur Einsicht bereit sein, drohen sie damit, sich zu töten. Da niemand reagiert, machen sie ihre Drohung wahr, während Jack die zerstrittenen Parteien zum Frieden bewegt. Nach langem Hin und Her geben Muldoon und Boric schließlich nach und vertragen sich. Kathleen soll nun den beiden Liebenden das Gegengift einflößen, doch eine übereilte Aktion des Kriegsherren General Bulstrode verhindert das. Sein Angriffstunnel bringt Kathleens Wagen zum Kippen, die Phiole mit dem Gegengift zerbricht. Nur die Große Banshee kann jetzt noch alles retten. Sie verlangt jedoch als Gegenleistung, dass die beiden Völker Frieden schließen und deren Anführer sich die Hand geben. Die Große Banshee rettet Mickey und Jessica und bringt alle umgekommenen Kobolde und Feen zurück.
Am Ende ist es Mickey und Jessica erlaubt, im Kreise aller Freunde zu heiraten. Es ist Frieden zwischen den Schlossfeen und den Kobolden, und auch zwischen Jack und Kathleen ist wieder alles in Ordnung.

## Figuren

### Die Kobolde
Die Kobolde von Kerry sind ein wilder Haufen unter der Führung von Seamus Muldoon. Ihr einziger Lebensinhalt ist es, Spaß zu haben. Deswegen fallen sie gerne aus Bäumen, tanzen und betrinken sich mit Whiskey. Auch die Menschen müssen sich mit ihnen gutstellen, sonst spielen sie ihnen Streiche und erschrecken zum Beispiel ihre Schafe. Es gibt das Gerücht, dass man sie fangen müsste, um ihren legendären Goldschatz zu bekommen, aber niemand hat je von ihnen einen Goldschatz bekommen.

### Die Schlossfeen
Die Feen leben auf einem riesigen fliegenden Schloss, das sie mit Hilfe ihrer Flügel oder mit Krötenblasen betreten können. Sie sind sehr auf Etikette und höfisches Benehmen bedacht und legen äußersten Wert auf Titel. Regiert werden die Feen von König Boric. Ihre wichtigste Aufgabe ist das Bewachen der Natur und der geregelte Ablauf der Jahreszeiten. Wenn sie diese Aufgaben vernachlässigen, droht die Natur zu sterben.

### Die Buttergeister
Die Buttergeister leben im Sumpfland und sind eben so groß wie die Feen und Kobolde, mit denen sie eng verwandt sind. Ihr Gesamtbenehmen ist sehr englisch und besonders Jantee macht immer wieder auch Andeutungen, dass die Buttergeister aus diesem Land kommen. Der Name dieser Spezies leitet sich von ihrer Vorliebe für Butter ab, wobei ihnen deren Herkunft völlig egal ist. Für ein Stück Butter tun sie alles und verraten Freunde und Feinde, um an diese Köstlichkeit zu gelangen.

### Die Waldwächter
Die Waldwächter bewachen und beschützen den Wald.

## Sonstiges
Emma Townshend, die das Lied „Fly away“ für die Hochzeitsszene geschrieben und gesungen hat, ist die Tochter von The Who-Frontmann Pete Townshend. König Boric wird von dem Sänger der Band, Roger Daltrey, gespielt.
Colm Meaney wurde vor allem in der Figur des Transporterchiefs und Chef-Ingenieurs Miles O’Brien in den Fernsehserien Raumschiff Enterprise – Das nächste Jahrhundert und Star Trek: Deep Space Nine bekannt.
Kampf der Kobolde war der letzte Film von Michael Williams, Ehemann der Schauspielerin Judi Dench.
Die Kirchenszene in der Mitte des Films hat in der deutschen Version einen Übersetzungsfehler, der beinahe die gesamte Botschaft des Films verdreht. Eine Frau sagt: „Die Schlossfeen kümmern sich nicht mehr um die Natur!“, während sie im Original von den Schlossfeen und den Kobolden spricht, was zeigen soll, dass die Natur beide Kräfte, „Ordnung und Chaos“, benötigt.

## Auszeichnungen
Im Jahr 2000 gewann der Film einen Saturn Award und wurde ebenfalls für den Emmy nominiert.

## Kritiken
„Zweiteilige Fantasy-Miniserie in deutsch-amerikanischer Co-Produktion, die zwar Fernsehstandards erfüllt, tricktechnisch jedoch hinter der Zeit wirkt. Auch das Buch und die technische Bearbeitung des transformierten ‘Romeo-und-Julia’-Stoffs lassen stellenweise zu wünschen übrig.“

TV Spielfilm begutachtete die zweiteilige TV Fantasyromanze als „lustige[r] Kitsch“. Der „Kitschklamauk pur für das Kind in uns“ sei „eine vergnügliche Mär aus der irischen Zauberwelt“, mit etwas „übertriebene[r] Stimmungsfolklore“. „Nett gespielte“, „herzige Wesen“ in dieser in „fröhliche[n] Farben“ ausstaffierten „Freizeitpark-Fantasy“ verursachten bei den Liebhabern der dunklen Seite der Märchen, Bauchweh – „Nie war Mythologie so bunt, nett und niedlich“, lautete das Resümée des zweiten Teils.